# كفر غان
كفر غان قرية في منطقة اعزاز في محافظة حلب في سوريا. تقع شمال مدينة حلب.